# Новокалиновка (Сумская область)
Новокалиновка (укр. Новокалинівка) — село,
Бобрикский сельский совет,
Роменский район,
Сумская область,
Украина.
Код КОАТУУ — 5924182304. Население по переписи 2001 года составляло 14 человек .

## Географическое положение
Село Новокалиновка находится на одном из истоков реки Бобрик.
На расстоянии в 1 км расположены сёла Лукашово и Левондовка.
По селу протекает пересыхающий ручей с запрудой.